# ATX (standard)

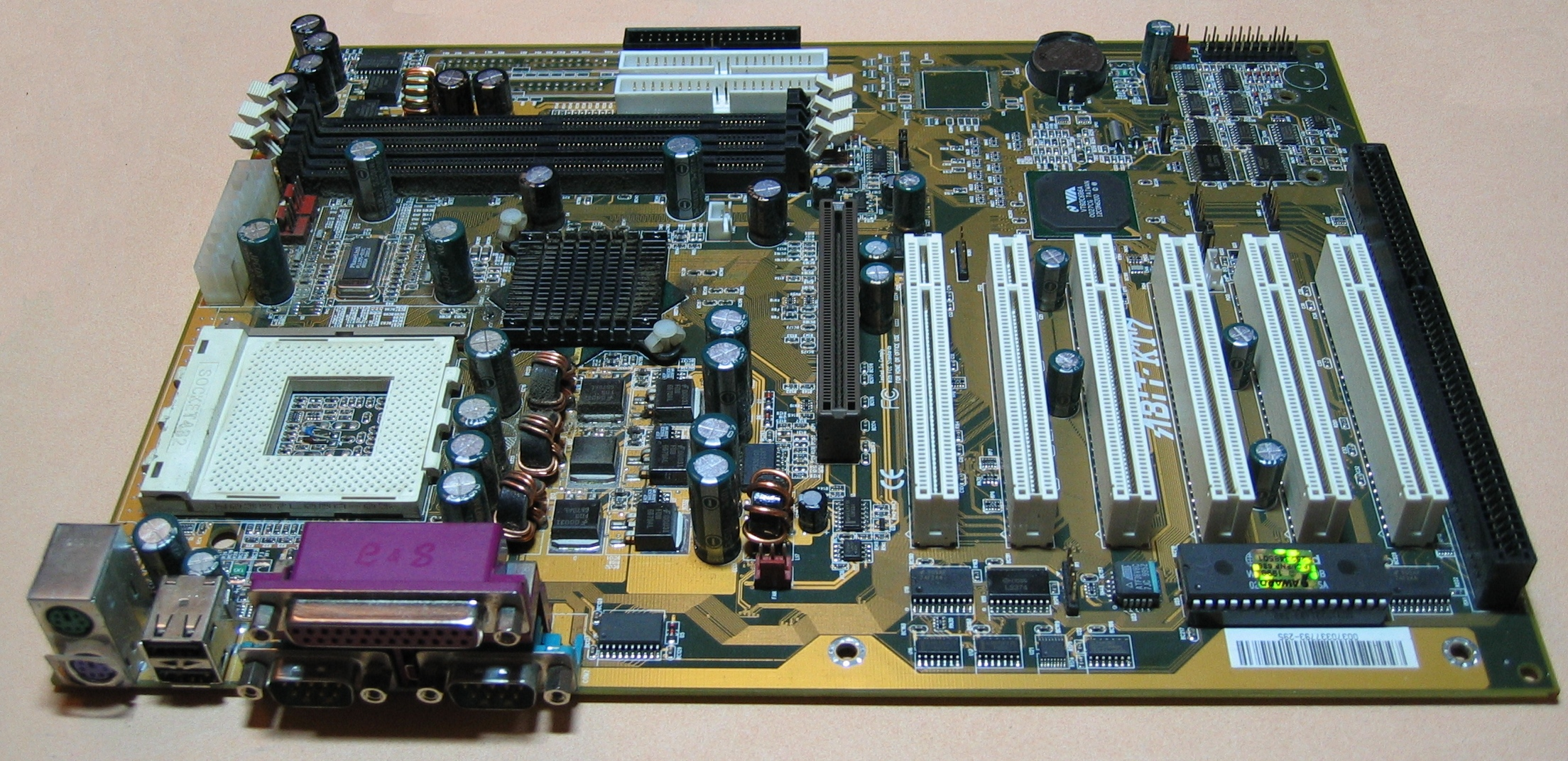
Una scheda madre in standard ATX

La sigla ATX (dall'inglese Advanced Technology eXtended-Tecnologia Avanzata Estesa) è uno standard che riguarda il case, la scheda madre e l'alimentatore di un personal computer.
Fu definito inizialmente da Intel nel 1995, rivisto nel febbraio del 1997 con la release 2.01 che apporta delle leggere modifiche alla precedente versione 2.0. e nuovamente nel 2003 con la release 2.2, che oggi (2018) è la più recente.
Il precedente standard AT definiva in maniera generica le strutture per i PC-AT di IBM; questo standard fornisce invece delle indicazioni più specifiche, considerando le dimensioni della scheda madre, la posizione degli slot, dei fori per il fissaggio della scheda madre al case, dell'alimentatore e del contenitore, le posizioni e il colore dei connettori e il collegamento dell'alimentazione.
Questo standard è fondamentale per permettere l'assemblaggio di Personal computer a partire da componenti di vari costruttori che, sebbene diversi tra loro, risultano compatibili e interscambiabili.
Così la sostituzione dei componenti è più semplice e non impedisce futuri upgrade utilizzando lo stesso case.

## Disposizione dei componenti
La disposizione dei componenti sulla scheda madre e dentro il case è studiata per dare modo all'aria di raffreddare i vari componenti.
Come si può vedere dall'immagine, l'aria fresca entra dalla parte inferiore a destra (dove sono installati gli hard disk) tramite una ventola o per depressione ed esce dalla parte superiore a sinistra, aspirata dalla ventola dell'alimentatore o da una ventola supplementare.

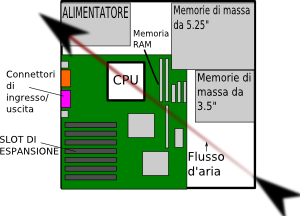
Flusso dell'aria in un case ATX
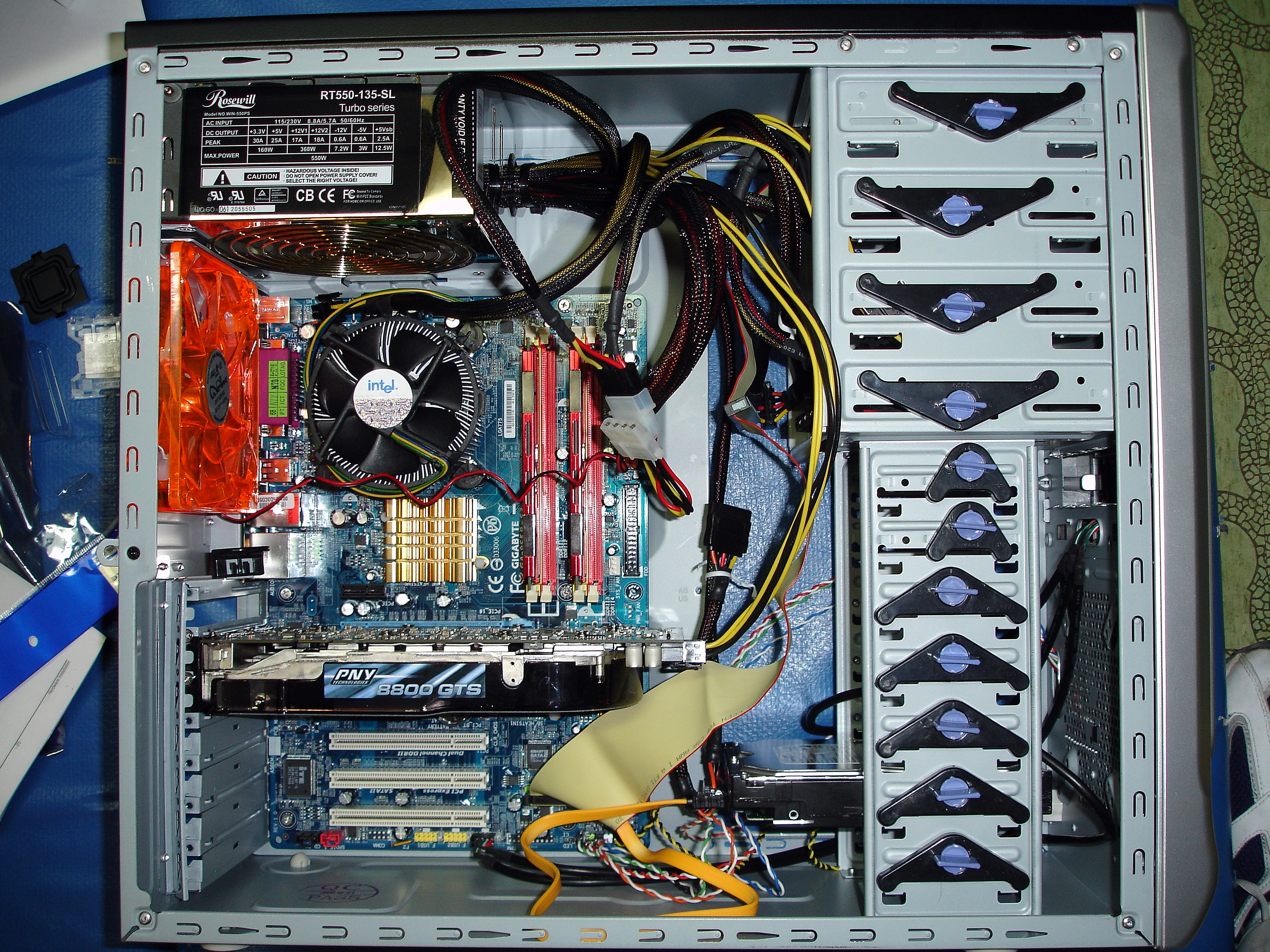
Un case ATX aperto

## Componenti
Questo standard definisce anche le posizioni dei vari componenti, difatti la CPU è sempre al centro del computer (un po' in alto), le memorie RAM a destra della CPU, sotto gli slot PCI e la scheda video mentre Hard Disk e lettori ottici sono impilati tutti a destra.
L'unico vero problema di questo standard sono gli slot di espansione perché questo standard è limitato a solo 7 slot disponibili (che nella figura si riducono a 2 slot PCI-Express e 3 PCI a causa della compatibilità per il Crossfire), limite ereditato dal precedente formato AT.
L'alimentatore viene sostituito dal precedente standard, potenziandolo:
- è presente un collegamento con la scheda madre che permette l'avvio e lo spegnimento del computer tramite il sistema operativo;
- c'è anche una tensione ausiliaria, presente anche a computer spento, che permette di mantenere accese alcune parti del computer a basso consumo (al massimo 5 Watt).

Questo permette così di non dover spegnere manualmente il pc dopo aver chiuso la sessione via software. La tensione ausiliare permette, inoltre, di comandare il PC via LAN o via internet (Wake on LAN), o di accendere il PC col semplice tocco della tastiera o tramite un'operazione pianificata.

## Connettori

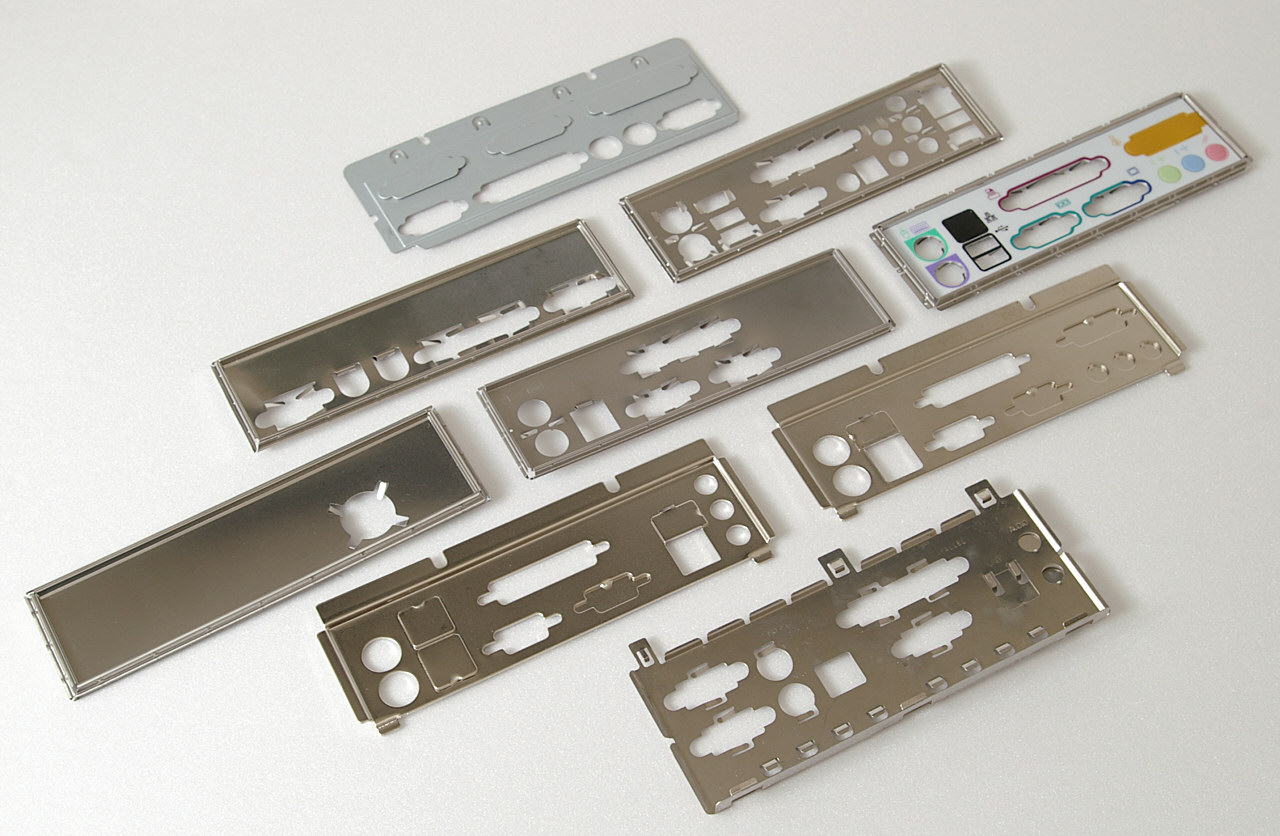
Piastrine dei connettori posteriori delle schede madri

I connettori posteriori sono cambiati rispetto al precedente formato AT, che prevedeva sulla scheda madre solo il connettore per la tastiera, mentre gli altri connettori (seriali, parallela) erano collegati mediante flat cable o presenti su schede di espansione.
Nello standard ATX molti connettori di I/O sono montati direttamente sulla scheda madre e si affacciano sulla parte posteriore del PC. Inoltre sono stati definiti dei colori per identificare facilmente tali connettori e agevolare il compito di chi deve collegare le periferiche senza essere un esperto. L'elenco completo delle colorazioni si trova nelle "PC System Design Guide 1999".
Viola = tastiera, Verde = Mouse, Blu = Monitor, Rosa = Stampante, Arancio = Joystick.

## Varianti

Confronto delle dimensioni delle schede madri mini-ITX, mini-DTX, ATX, microATX e DTX

Sono stati specificati diversi design derivati da ATX che utilizzano lo stesso alimentatore, supporti e disposizione di base dei connettori posteriori, ma stabiliscono standard diversi per le dimensioni della scheda e il numero di slot di espansione. L'ATX standard fornisce sette slot con spaziatura di 20 mm, mentre la popolare dimensione microATX rimuove 61 mm e tre slot, lasciandone quattro. Qui la larghezza si riferisce alla distanza lungo il bordo esterno del connettore, mentre la profondità è dalla parte anteriore a quella posteriore. Nota che ogni dimensione più grande eredita tutta l'area dei colori precedente (più piccola).
Produttori differenti hanno iniziato ad introdurre formati fuori dallo standard ATX come il formato Mini-ITX introdotto da VIA e divenuto in seguito molto usato anche da altri produttori.
| Nome            | Data | Dimensioni (mm) | Slot |
| --------------- | ---- | --------------- | ---- |
| ATX             | 1995 | (305×244)       | 7    |
| microATX        | 1997 | (244×244)       | 4    |
| FlexATX         | 1997 | (229×191)       | 3    |
| EATX (Extended) | ?    | (305×330)       | 7    |
| Ultra ATX       | 2008 | (366×244)       | 10   |
| Mini-DTX        | 2007 | (203×170)       | 2    |
| DTX             | 2007 | (203×244)       | 2    |
| Mini-ITX        | 2001 | (170×170)       | 1    |

## Alimentatore

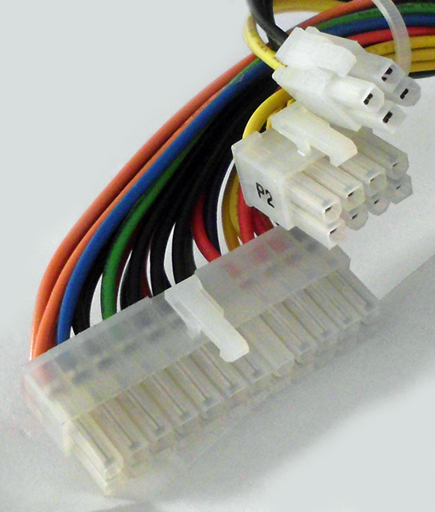
Il connettore ATX a 24 pin insieme agli altri ausiliari.

Anche il connettore di alimentazione è cambiato per consentire il trasferimento di una maggiore potenza e prevedere i nuovi segnali di stand-by, abilitazione e la nuova tensione di alimentazione di 3.3V.
| Colore    | Segnale      | Pin | Pin | Segnale      | Colore  |
| --------- | ------------ | --- | --- | ------------ | ------- |
| Arancione | +3.3 V       | 1   | 13  | +3.3 V sense | Marrone |
| Arancione | +3.3 V       | 2   | 14  | -12 V        | Blu     |
| Nero      | Massa        | 3   | 15  | Massa        | Nero    |
| Rosso     | +5 V         | 4   | 16  | Power on     | Verde   |
| Nero      | Massa        | 5   | 17  | Massa        | Nero    |
| Rosso     | +5 V         | 6   | 18  | Massa        | Nero    |
| Nero      | Massa        | 7   | 19  | Massa        | Nero    |
| Grigio    | Power good   | 8   | 20  | -5 V         | Bianco  |
| Viola     | +5 V standby | 9   | 21  | +5 V         | Rosso   |
| Giallo    | +12 V        | 10  | 22  | +5 V         | Rosso   |
| Giallo    | +12 V        | 11  | 23  | +5 V         | Rosso   |
| Arancione | +3.3 V       | 12  | 24  | Massa        | Nero    |